# Maria-Anna de Abgaro Zachariasiewicz
Maria-Anna de Abgaro Zachariasiewicz – polska prawnik, doktor habilitowany nauk prawnych, nauczyciel akademicki Uniwersytetu Śląskiego, specjalistka w zakresie prawa międzynarodowego prywatnego i prawa cywilnego.

## Życiorys
W 1970 ukończyła studia prawnicze na Wydziale Prawa i Administracji Uniwersytetu Śląskiego. Tam też w 1977 na podstawie napisanej pod kierunkiem Mieczysława Sośniaka rozprawy pt. Zasada najściślejszego związku jako podstawa wskazania prawa właściwego dla zobowiązań z umów w polskim prawie międzynarodowym otrzymała stopień naukowy doktora nauk prawnych w zakresie prawa, specjalność: prawo prywatne międzynarodowe, umowy w obrocie międzynarodowym. Na tym samym wydziale w 2013 na podstawie dorobku naukowego oraz cyklu publikacji pt. Zawieranie umów w obrocie międzynarodowym uzyskała stopień doktora habilitowanego nauk prawnych w zakresie prawa. Została adiunktem Uniwersytetu Śląskiego.